# Cova de Montou
La Cova de Montou (en francès grotte de Montou) és un jaciment arqueològic situat al turó del mateix nom, a la comuna nord-catalana de Corbera la Cabana, a la comarca del Rosselló. D'origen càrstic, està formada per diverses galeries i sales.
La boca d'entrada és a 290 m d'altitud sobre el nivell del mar. Està situada en el vessant sud-oest del Montó, un petit massís calcari del devonià.

## Etimologia
Montou, o tal vegada Monttou, prové del llatí mons touus (muntanya tova).

## La cova
La cova conté una xarxa de galeries de gran complexitat. D'una banda, la Cova de Montou pròpiament dita, on al llarg dels anys s'han fet diverses exploracions arqueològiques, com les de Pere Ponsich i el seu equip en els anys 40, les de Françoise Claustre en els anys 70 als 90 i les més recents de Gwenaëlle Le Bras-Goude. Aquestes recerques han permès trobar-hi restes animals d'entre el 60000 i el 40000 aC, i una variada gamma de restes humanes d'habitació (ceràmiques) i funeràries que s'allarguen del Paleolític (2000 aC) a l'edat mitjana.
D'altra banda, hi ha la part de la cova anomenada Montou 2, o Xarxa Roja, o Xarxa Fabresse, que conté una cambra, anomenada la Cambra Roja, també donada a conèixer per Ponsich i Claustre, que ha estat sotmesa a una nova interpretació a partir dels 28 dipòsits de ceràmica de vers 6.000 anys enrere que hi han estat trobats. Aquestes primeres exploracions i excavacions es feren entre l'any 1938 i el 1949.
A partir del 1979, Françoise Treinen-Claustre hi va fer noves campanyes de recerca, i va treure a la llum una ocupació humana de la cova del Neolític Mitjà, així com altres elements trobats de l'Edat del Bronze antic i final.